# Sounds Like a Melody
A Sounds Like a Melody a nyugatnémet Alphaville együttes második kislemeze első, Forever Young című albumáról. 1984. május 14-én jelent meg. A dal nagy sikert aratott a kontinentális Európában és Dél-Afrikában is; Olasz- és Svédországban listavezető lett.
Sok más popzenei daltól eltérően, ahol a dal szerkezete egymást követő versszakokra épül, a Sounds Like a Melody egy instrumentális szintetizátordallammal indul, amit két, refrénben végződő versszak követ, majd az instrumentális dallam csaknem egy percen keresztül ismétli magát a dal végéig.

## Háttere
Az Alphaville eredetileg a Forever Youngot akarta második kislemezként megjelentetni a Big in Japan sikere után, a lemezkiadó azonban ragaszkodott hozzá, hogy a kettő között még egy dalt megjelentessenek. Így született meg a Sounds Like a Melody, mindössze két nap alatt. Marian Gold énekes így nyilatkozott erről: „az egész ügy sértette naiv hippi-ösztöneinket. Azzal, hogy csak a pénzügyi siker kedvéért szerezzünk zenét, úgy éreztük, elárulunk mindent, amiben hiszünk. Másfelől viszont… vajon nem nyújtott lehetőséget arra, hogy csodás játékokat játszhassunk a popzene szép új világában?” Emiatt a nyomás miatt az együttes nem kedvelte a dalt, és több mint tíz évig nem voltak hajlandóak koncerten előadni.

## Dallista
7" kislemez
1. Sounds Like a Melody – 4:29
2. The Nelson Highrise Sector One: the Elevator – 3:14

12" kislemez
1. Sounds Like a Melody (Special Long Version) – 7:42
2. The Nelson Highrise Sector One: the Elevator – 4:12

- A 7" és a 12" is különbözik az albumváltozattól.
- A B oldal dalát gyakran egyszerűen The Elevator címen emlegetik. Egy remixe szerepel az 1999-ben kiadott Dreamscapes albumon.

## Válogatásalbumokon
- az 1999-ben megjelent Dreamscapesen szerepelt a dal egy korai demója és egy reggae ihletésű koncertfelvétele 1997-ből.
- A 2001-ben megjelent Forever Pop válogatásalbumon szerepel egy új remixe, a Staggman Mix.
- A 2003-ban megjelent CrazyShow albumon újabb remixe szerepel, a MaXx Mystery's 80's Remix.
- A 2014-ben megjelent so80s presents Alphaville albumon szerepel az eredeti Special Long Version és a B oldalas dal, a The Elevator is.

## The Nelson Highrise
Ezen a kislemezen szerepel az első négy dal, amelyet az Alphaville a The Nelson Highrise sorozat részének tekint. A The Elevatorön kívüli másik három:
- The Nelson Highrise Sector 2: The Other Side of U, az 1986-ban megjelent Dance with Me kislemez B oldala.
- The Nelson Highrise Sector 3: The Garage, két, 1986-ban megjelent kislemez, a Jerusalem és a Sensations B oldala.
- The Nelson Highrise Sector 4: The Scum of the Earth, a 2003-ban megjelent CrazyShow albumról.

## Helyezések
| Slágerlista (1984–1985) | Legmagasabb helyezés |
| ----------------------- | -------------------- |
| Francia kislemezlista   | 10                   |
| Német kislemezlista     | 3                    |
| Norvég kislemezlista    | 5                    |
| Osztrák kislemezlista   | 3                    |
| Spanyol kislemezlista   | 5                    |
| Svájci kislemezlista    | 4                    |
| Svéd kislemezlista      | 1                    |

| Éves összesített slágerlista (1984) | Helyezés |
| ----------------------------------- | -------- |
| Osztrák kislemezlista               | 19       |
| Svájci kislemezlista                | 15       |

## Feldolgozások
1993-ban a Cappella nevű eurodance-duó U Got 2 Let The Music című dalában felhasznált egy részletet a dalból. A Lichtenfels dance-együttes is feldolgozta. 1998-ban a Tap 011 szerb eurodance-együttes szerb nyelvű feldolgozást készített belőle .